# Софија Максимовић Вујић
Софија Максимовић Вујић (Овсеница, 6. август 1851 — Нови Сад, 5. април 1921) била је српска глумица. Готово цео глумачки век провела је у Српском народном позоришту у Новом Саду, а кратко време играла је и у Хрватском народном казалишту у Загребу.

## Детињство и породица
Софија Максимовић Вујић родила се као Софија Поповић, најмлађа од седморо деце свештеника Луке Поповића, познатог и цењеног међу љубитељима црквеног појања у Сремским Карловцима и Врањеву (данас Нови Бечеј) и његове жене Милице.
Бројна породица свештеника Луке Поповића је српском позоришту дала седам чувених имена: пет кћери и два сина проте Луке. Осим Софије, свој живот су позоришту посветили и Катица Поповић, Драгиња Ружић, Јелисавета - Јеца Добриновић, Љубица Коларовић, Лаза и Паја Поповић. Заједно са снајама и зетовима, међу којима су били Димитрије Ружић, Пера Добриновић, Димитрије Коларовић и Лазина жена Марија Аделсхајм-Поповић ова „уметничка династија” је једно време сачињавала готово половину трупе Српског народног позоришта у Новом Саду и представљали су моћан и веома утицајан породични круг, не само у глумачкој дружини него и у органима Друштва за Српско народно позориште.

## Глумачка каријера
Још као једанаестогодишња девојчица Софија је, уз пристанак и менторство сестре Драгиње Ружић, прихватила професионални ангажман у Српском народном позоришту у Новом Саду и тако постала најмлађа професионална глумица српског глумишта. Први пут се појавила на сцени Српског народног позоришта као Анчица у Покондиреној тикви 1861. године, а стална чланица ансамбла постала је од 1862. Прва већа улога коју је остварила је улога Јуле у Војничком бегунцу Едеа Сиглигетија. После одласка Милке Гргурове у Београд, суверено је владала новосадском позоришном сценом.
Пратећи супруга, композитора и диригента Аксентија Максимовића, због његових музичких студија 1871. године, прекида свој глумачки ангажман и одлази са њим у Праг, где остаје до његове изненадне смрти, 1873. године. Тада је, оставши сама са малим дететом, присиљена да прихвати ангажман у путујућим позориштима, а две године била је ангажована и у Хрватском народном казалишту у Загребу.
Још једну паузу у професионалном животу направила је због другог брака, од 1879. до смрти другог мужа, 1885. године, када се вратила у Српско народно позориште. Последњи пут је наступила на сцени марта 1906, током гостовања у Сомбору, као Грофица Сремска у комаду Мајка Гергеља Чикија. Пензионисана је 29. децембра 1905. према правилима о тек установљеном Пензионом фонду, на скупштини Друштва за Српско народно позориште.
На почетку глумачке каријере играла је наивне и сентименталне девојке. Касније је, захваљујући музикалности и пријатном гласу, добијала улоге са певачким задацима и карактерне драмске ликове. У зрелом глумачком добу и
са највише успеха тумачила је трагичне ликове, потресне херојске мајке и отмене салонске даме. У великој мери угледала се на италијанску трагеткињу Елеонору Дузе, коју је гледала 1894. у Будимпешти, током студијског путовања на коју ју је послала управа Позоришта.

### Улоге
Неке од улога које је Софија остварила су:
- Косара (Владислав, Јован Стерија Поповић)
- Мара (Милош Обилић, Јован Суботић)
- Царица Милица (Задужбина, Милорад Поповић Шапчанин)
- Филета, Анђелија, Јевросима (Максим Црнојевић, Лаза Костић)
- Краљица Бојана (Немања, Милош Цветић)
- Јелисавета (Краљ Вукашин, Драгутин Илић)
- Краљица Гертруда (Хамлет, Вилијам Шекспир)
- Амалија (Разбојници, Фридрих Шилер)
- Марија (Марија Стјуарт, Фридрих Шилер)
- Есмералда (Звонар Богородичине цркве, Виктор Иго)
- Агнеша (Риђокоса, Шандор Лукачи)
- Федора (Федора, Викторијен Сарду)

Стручна јавност и публика као најбоља њена остварења оценили су прве три наведене улоге.

## Приватни живот
Софија се 1867. године удала за композитора и диригента Аксентија Максимовића, који је тада био капелник у Српском народном позоришту. У овом браку 1869. године добила је ћерку Милицу (Милку) Марковић, касније једну од најбољих српских драмских уметница и редитељка. Због Максимовићевих музичких студија породица 1871. одлази у Праг. После изненадне мужевљеве смрти за Софију која остаје сама са четворогодишњом ћерком настају тешки тренуци, па је присиљена је да прихвати ангажман у путујућим позориштима.
Шест година после смрти првог мужа, 1879. године, Софија се поново удаје, овога пута за осијечког велепоседника и трговца Петра Вујића. Годину дана после његове смрти, 1885. године вратила се у СНП и Нови Сад.
У Новом Саду Софија Максимовић Вујић живела је са ћерком Милком Марковић у кући у Дунавској улици број 16. Кућа је била у власништву Марије Трандафил, која је тестаментом кућу оставила Матици српској. Софија и Милка су вероватно овде изнајмљивале стан од 1878. године.
Софија Максимовић Вујић умрла је 5. априла 1921. у Новом Саду. Сахрањена је на Алмашком гробљу, у гробници И/5-658.

## Одликовања и признања
На опроштајној представи, током гостовања СНП-а у Сомбору, у име сомборске публике и Месног позоришног одбора песник Лаза Костић одликовао је Софију Максимовић Вујић сребрним венцем и с њом се опростио пригодним говором.
У Новом Саду данас једна улица носи име Софије Вујић
Постоји предлог да се на кући у Дунавској 16, где је становала са ћерком, постави табла која ће подсећати на Софију Вујић и Милку Марковић.